# 多摩地区大学協定
多摩地区大学協定（たまちくだいがくきょうてい）は、東京都多摩地区に所在する大学の単位互換制度のこと。多摩地区5国立大学法人間の制度である多摩地区5大学単位互換制度と、津田塾大学が一橋大学・東京外国語大学・電気通信大学の各大学と締結した二大学間協定が存在する。

## 加盟大学
- 一橋大学（人文科学、社会科学）[1]
- 東京学芸大学（教育学、生涯学習、人文科学）[2]
- 東京農工大学（農学、工学、自然科学）[3]
- 電気通信大学（工学、自然科学、情報科学）[4]
- 東京外国語大学（外国語、国際関係論、人文科学）[5]
- 津田塾大学（人文科学、社会科学）[6]